# Хвосцово
Хвосцово — деревня в Селивановском районе Владимирской области России, входит в состав Новлянского сельского поселения.

## География
Деревня расположена в 11 км на север от центра поселения деревни Новлянка и в 4 км на запад от райцентра Красной Горбатки.  

## История
В конце XIX — начале XX века деревня входила в состав Тучковской волости Судогодского уезда, с 1926 года — в составе Дубровской волости Муромского уезда. В 1859 году в деревне числилось 53 двора, в 1905 году — 107 дворов, в 1926 году — 131 двор.
С 1929 года деревня являлась центром Хвосцовского сельсовета Селивановского района, с 1944 года — в составе Андреевского сельсовета, с 1999 года — в составе Высоковского сельсовета, с 2005 года — в составе Новлянского сельского поселения.

## Население
| 1859 | 1905 | 1926 | 2002 | 2010 | 2021 |
| ---- | ---- | ---- | ---- | ---- | ---- |
| 465  | ↗504 | ↗597 | ↘70  | ↘41  | ↘31  |